# Códice Osuna

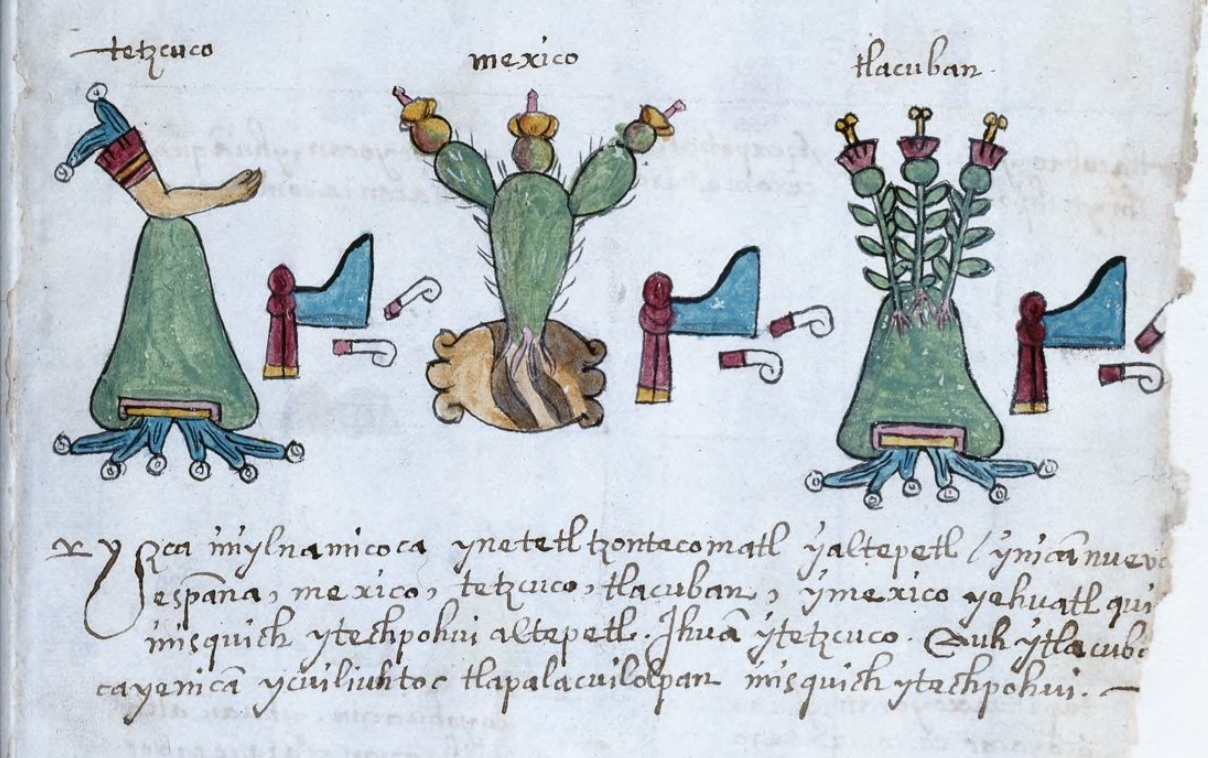
Sección de la página 34 (folio 496) del Códice Osuna que muestra los glifos de Texcoco, Tenochtitlan y Tlacopán.

El Códice Osuna es un códice azteca sobre papel europeo, con ilustraciones indígenas y texto alfabético en náhuatl de 1565. Tiene siete partes, la mayoría de las cuales tienen contenido económico, particularmente homenaje, y una parte tiene contenido histórico. Debe su nombre al noble español Mariano Francisco de Borja, duodécimo duque de Osuna, en cuya biblioteca se guardó el códice hasta su muerte en 1882. Luego pasó a formar parte de la colección de la Biblioteca Nacional de Madrid. Es parte de un pleito de los indígenas de una comunidad nahua contra los españoles y un fragmento de un texto mexicano mucho más amplio; el primer folio numerado del facsímil es el 464.
Los siete documentos separados fueron creados a principios de 1565 para presentar pruebas contra el gobierno del virrey Luís de Velasco durante la investigación realizada entre 1563 y 1566 por Jerónimo de Valderrama. El códice denuncia los abusos cometidos por el oidor Vasco de Puga, y muestra cómo líderes indígenas reclaman falta de pago por diversos bienes y servicios realizados por su pueblo, incluida la construcción de edificios y la ayuda doméstica. Un modesto facsímil en blanco y negro fue publicado en México por el Instituto Indigenista Interamericano en 1947, reproducido de la edición de 1878 publicada en Madrid. La edición mexicana incluye 158 páginas de documentación encontradas en el Archivo General de la Nación agregada por Luis Chávez Orozco.
Originalmente, el códice era de naturaleza únicamente pictórica. Durante su revisión por parte de las autoridades españolas se añadió texto en náhuatl a los documentos y una traducción al español del náhuatl. El texto en náhuatl fue traducido por Ignacio M. Castillo y la paleografía española traducida al español moderno por María del Carmen Camacho. La pictórica del folio 471v (p. 198 de la edición mexicana) muestra al Virrey Don Luís de Velasco, con señores indígenas con atuendo colonial acorde a su rango, así como un traductor de náhuatlato o náhuatl con atuendo español. La ilustración es portada de la publicación clásica de Charles Gibson (historiador), Los aztecas bajo el dominio español. Otros elementos pictóricos importantes incluyen representaciones de españoles castigando a los indígenas (folio 474v, página 204), listas de titulares de encomiendas, incluidos los que regresan a la corona española (folios 496v - 498r; páginas 250-253); cultivo de cactus para la producción del tinte rojo cochinilla (folio 500v, p. 258), y hombres indígenas trabajando en un taller textil u obraje (folio 500v, p. 258). El último elemento pictórico muestra a hombres indígenas extrayendo y transportando piedras para la construcción de una iglesia (folio 501 v., p. 342), con denuncia escrita de que no les habían pagado.
La edición mexicana de 1947 se complementa con documentación en español encontrada por Luis Chávez Orozco en el Archivo General de la Nación, que brinda información contextual para el Códice Osuna, y quizá sea "la parte perdida". La documentación española incluye la revisión del mandato o residencia de un funcionario indígena, y es típica de la documentación oficial española de la época.